# Bruno Bulić
Bruno Bulić (nascido em 6 de março de 1958) é um ex-ciclista de estrada iugoslavo. Profissional de 1986 a 1988, participou de uma edição do Giro d'Italia, além de participar nos Jogos Olímpicos de Moscou 1980 e Los Angeles 1984.